# Хуго де Фриз
Хуго Мари де Фриз е холандски ботаник и един от първите генетици. Известен е главно с предложената от него концепция за гените, преоткрива законите за наследствеността на Грегор Мендел от 90-те години на XIX век, и с разработването на мутационната теория за еволюцията.

## Ранни години
Де Фриз е роден през 1848 година като най-големия син на Герит де Фриз (1818–1900 г.), адвокат в Харлем, и Мариа Еверардина Рувенс (1823–1914 г.), дъщеря на професор по археология в университета в Лайден. Баща му става член на холандския Държавен съвет (Raad van State през 1862 година и се мести заедно със семейството си в Хага. Още от малък Хуго показвал голям интерес към ботаниката, печелейки няколко награди с хербариите си, докато учи в гимназиите в Харлем и Хага.
През 1866 г. се записва в университета в Лайден като специализант по ботаника. Силно е впечатлен от теорията за еволюцията на Чарлз Дарвин. Написва дисертация относно ефекта на топлината върху корените на растенията, включвайки няколко твърдения на Дарвин, за да провокира професора си, и се дипломира през 1870 година.

## Ранна кариера
След кратък период, в който преподава, де Фриз напуска през септември 1870 г. за да изучава химия и физика в Хайделбергския университет и работи в лабораторията на Вилхелм Хофмайстер. През втория семестър на учебната година той се присъединява към лабораторията на уважавания Лулиус Захс във Вюрцбург за да изучава растежа на растенията. От септември 1871 до 1875 година преподава ботаника, зоология и геология в училища в Амстердам. През всяка ваканция се връща в лабораторията в Хайделберг, за да продължи изследванията си.
През 1875 г. пруското Министерство на земеделието предлага на де Фриз работа като професор във все още непостроения Кралски селскостопански колеж (Landwirtschaftliche Hochschule) в Берлин. В очакване той се мести обратно във Вюрцбург, където изучава селскостопански култури и работи съвместно със Захс. До 1877 г. Берлинският колеж все още е на етап „проект“ и де Фриз за кратко преподава в Хале-Витенбергския университет. Същата година му е предложено място като лектор по физиология на растенията в новооткрития университет в Амстердам. На рождения си ден през 1881 г. бил повишен като професор, отчасти за да го възпрат от преместването му в Берлинския колеж, който най-накрая отворил врати. Де Фриз също е бил професор и директор на Амстердамския ботанически институт и градина от 1885 до 1918 г.

## Дефиниция на гените
През 1889 г. де Фриз публикува книгата си „Вътреклетъчен произход“, в която, основавайки се на изменена версия на теорията на Чарлз Дарвин за произхода(?) от 1868 г., той постулира, че различните отличителни белези имат различни наследствени носители, и по-конкретно, че унаследяването на специфични белези в организмите става на частици. Той нарича тези частици „пангени“, термин, който 20 години по-късно е съкратен само на “гени” от Вилхелм Йохансен.

## Преоткриване на генетиката
За да подкрепи своята теория за пангените, която не била широко забелязана по онова време, през 90-те години на XIX век де Фриз провежда серия от експерименти чрез хибридно кръстосване на разнообразни растения и открива нови форми сред диворастящите на една запусната поляна цветя от род енотера (Oenothera Lamarckiana). Неговите експерименти довели до същите изводи, направени от Мендел и потвърдили неговата хипотеза, че унаследяването на специфични белези при организмите става чрез частички. Той също размишлява върху въпроса дали гените могат да преминат видовата бариера, експериментирайки с един и същ ген, отговорен за големината на влакнестата покривка при два различни вида растения. Де Фриз имал предвид физическа кръстоска между видовете. Това всъщност също се случва, но много рядко при висшите организми.
В края на 90-те години на XIX век, де Фриз разбира за записките на Мендел от преди 40 години и променя част от своята терминология, за да съвпаднат. Когато публикува резултатите от експериментите си във френското списание Comtes Rendus de l’Academie des Sciences през 1900 г., де Фриз пропуска да спомене труда на Мендел, но след отправената критика от Карл Коренс, той признава приоритета на Мендел.
Коренс и Ерих фон Чермак сега си делят заслугата за преоткриването на законите на Мендел. Може би е важно да се отбележи, че Коренс е бил ученик на Нагели, известен ботаник, с когото Мендел е кореспондирал относно експериментите си с грах, но който не е разбрал колко значима е била работата на Мендел. Учудващо, Чермак е бил внук на човека, преподавал ботаника на Мендел, докато е учел във Виена.

## Мутационна теория
Де Фриз разработва своя собствена теория за еволюцията, известна като мутационна теория, в която се предполага, че независимо от Дарвиновата градация в измененията на организмите, нови видове могат да възникват чрез еднократни съществени резки промени. По-късно е открито, че много от това, което де Фриз е използвал като доказателства няма нищо общо с това, което днес се определя като генетична мутация. Въпреки това, по негово време, теорията на де Фриз е била една от главните, използвани за обясняването на процесите на еволюция, докато съвременната обобщена теория за еволюцията не станала доминантен модел през 30-те години на XX век.

## Почести и оттегляне
През май 1905 г. де Фриз е избран за Чуждестранен член на британското Кралско научно дружество. Награден е с Дарвиновия медал на Кралското дружество през 1906 г. и с Линейския медал на Лондонското линейско общество през 1929 г.
През 1918 г. напуска Амстердамския университет и се оттегля в имението си De Boeckhorst в Лунтерен, където поддържа голяма градина за експерименти. Продължава с проучванията си с нови форми до смъртта си през 1935 година.